# Hayno Focken (Metallbildner)

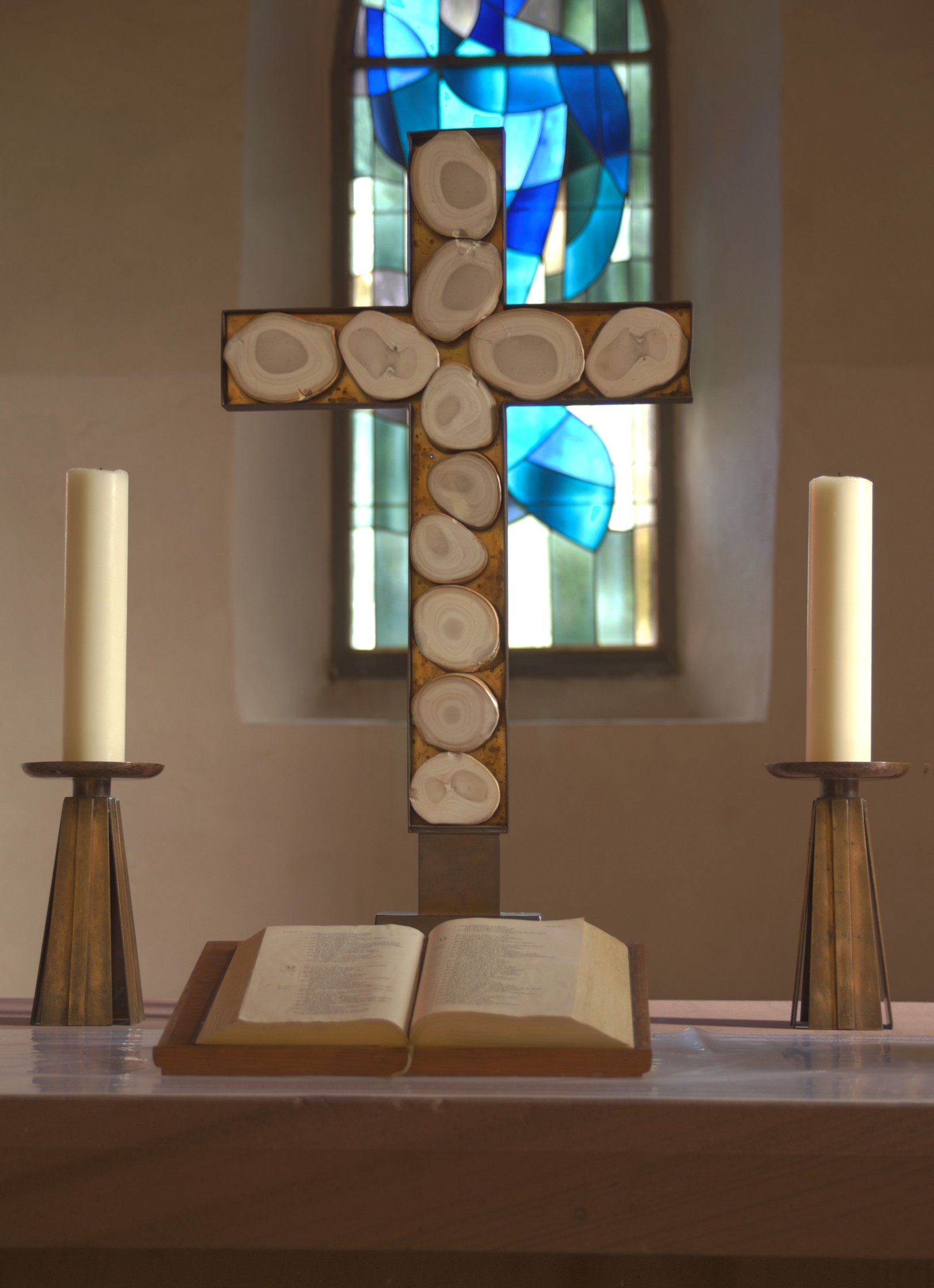
Von Hayno Focken gestaltetes Altarkreuz und Kerzenständer aus Tombak in der Peterskirche (Blansingen); Jaspis-Einlagen in Zusammenarbeit mit der Waldkircher Edelsteinschleiferei Wintermantel

Hayno Focken (* 1905 in Lahr/Schwarzwald; † 1968) war ein deutscher Metallbildner und Silberschmied.

## Leben
Hayno Focken absolvierte eine zunächst Ausbildung an der Kunstakademie Berlin, bevor er noch zwei Jahre lang seine Ausbildung bei Professor Karl Müller (1888–1972) fortsetzte, und zwar an der Design- und Kunstschule Burg Giebichenstein in Halle (Saale), die den Ideen des Deutschen Werkbundes und des Bauhauses verbunden war. Seit 1932 arbeitete er dann im baden-württembergischen Lahr als selbständiger Metallbildner. Focken schuf überwiegend Sakrales Gerät (z. B. Kerzenleuchter, Altarkruzifixe, Messkännchen, Hostiengefäße, Schalen usw.). Andere Arbeiten wie seine silberne Kaffeekanne von 1949 zeigen sich im „Stromlinien“-Stil des Art déco.
Für die Evangelische Stadtkirche in Offenburg schuf er Anfang der 1960er Jahre (nach einem Entwurf des Heidelberger Künstlers Harry MacLean) das Hauptportal, ebenso 1965 für die Spitalkirche in Baden-Baden. Für den Wasserturm am Mannheimer Friedrichsplatz fertigte er Anfang der 1960er Jahre eine Replik der kriegszerstörten Amphitrite-Figur auf dem Dach.